# 尼古拉·卡罗塔姆
尼古拉·格奥尔基耶维奇·卡罗塔姆（俄语：Николай Георгиевич Каротамм；1901年10月23日—1969年6月26日），苏联党和国家领导人。苏德战争期间爱沙尼亚游击战领导人之一，曾任爱沙尼亚共产党（布）中央第一书记。

## 生平
- 1901年10月10日（格里历：10月23日）出生于沙俄利沃尼亚省派尔努的一户木匠家庭。
- 1921年-1923年，爱沙尼亚军队服役。
- 1925年3月-1926年8月，在荷兰工作。1926年加入荷兰共产党。8月前往苏联。
- 1926年8月-1928年，西方少数民族共产主义大学列宁格勒分校学习。1928年加入联共（布）。
- 1928年-1929年，爱沙尼亚共产党（布）塔林市委书记。
- 1929年6月-1931年，西方少数民族共产主义大学学习。
- 1932年-1935年，西方少数民族共产主义大学研究生院学习。其间参与教学，编辑工作。
- 1935年-1936年，共产国际执行委员会助理。
- 1936年-1937年，列宁格勒外文出版社编辑部工作。
- 1938年曾被捕，后获释。
- 1938年-1939年10月，列宁格勒机械制造学校讲师，副主任。
- 1939年10月-1940年6月，列宁格勒外文出版社编辑。
- 在苏联吞并爱沙尼亚后，1940年6月-8月，爱沙尼亚《共产党人报》编辑。
- 1940年8月-1944年9月，爱共（布）中央第二书记；1941年9月起兼任爱共（布）塔尔图县县委第一书记。苏德战争期间组织爱沙尼亚的游击队武装。
- 1944年9月-1950年3月，爱共（布）中央第一书记。期间，1947年1月-1950年3月，兼任爱共（布）塔林市委第一书记。
- 1950年4月-1951年，联共（布）中央社科院工作。
- 1951年-1969年，苏联科学院经济研究所工作。期间，1959年-1967年，苏联科学院经济研究所农业部门负责人。1964年获经济学博士学位。1967年-1969年9月，苏联科学院经济研究所高级研究员。
- 1969年9月26日于莫斯科逝世，享年67岁。葬于塔林森林公墓。

卡罗塔姆是苏联第2-3届最高苏维埃联盟院代表；第2届爱沙尼亚苏维埃社会主义共和国最高苏维埃代表。

## 荣誉
- 列宁勋章（1946）
- 一级卫国战争勋章（1945）